# Araneus tsurusakii
Araneus tsurusakii là một loài nhện trong họ Araneidae.
Loài này thuộc chi Araneus. Araneus tsurusakii được miêu tả năm 2001 bởi Tanikawa.